# Ordinary Town
Ordinary Town (Obyčejné město) je píseň německé skupiny Celebrate The Nun z alba Meanwhile z roku 1989. Jako singl vyšla píseň v roce 1989.

## Seznam skladeb
1. Ordinary Town – (6:34)
2. Strange – (5:12)